# Liberi armati pericolosi
Liberi armati pericolosi är en italiensk poliziottescofilm från 1976 i regi av Romolo Guerrieri.
Filmen är baserad på Giorgio Scerbanencos noveller Bravi ragazzi bang bang och In pineta si uccide meglio,

## Rollista i urval
- Tomas Milian - kommissarien
- Max Delys - Luigi Morandi, "Luis"
- Stefano Patrizi - Mario Farra, "il biondo"
- Benjamin Lev - Giovanni Etruschi, "Giò"
- Eleonora Giorgi - Lea
- Diego Abatantuono - Lucio
- Venantino Venantini - signor Morandi
- Gloria Piedimonte - Lucios vän